# Ba*Bing
"Ba*Bing" é uma canção da DJ e artista australiana Havana Brown, gravada para o seu primeiro álbum de estúdio Flashing Lights (2013). Foi lançado como um single promocional do álbum em 13 de setembro de 2013. O single foi lançado em 6 de novembro de 2015 como o terceiro single do material.
A gravação, que leva o nome do cachorro de Brown, foi escrita por Brown, Luciana Caporaso, Carl Ryden e Nick Clow, com Clow produzindo a faixa. Na Austrália, "Ba*Bing" estreou, e alcançou o número quarenta e seis no ARIA Singles Charts em 2013.

## Composição e recepção
"Ba*Bing" foi escrita por Brown ao lado de Luciana Caporaso, Nick Clow e Carl Ryden, com Clow cuidando da produção. A faixa, que Brown aponta como uma de suas favoritas, tem o nome do yorkshire terrier de Brown, que costumava estar no estúdio com ela durante as sessões de gravação. A música, que incorpora uma batida bhangra, foi descrita por Mike Wass do Idolator como "sexy" e "chocante", e um escritor da Take40 Australia chamou-a de "uma faixa de dança peculiar".
"Ba*Bing" foi lançado digitalmente em 13 de setembro de 2013, como um single promocional de seu álbum de estreia Flashing Lights (2013). "Ba*Bing" estreou no ARIA Singles Chart no número quarenta e seis em 24 de setembro de 2013, tornando-se sua terceira música a entrar no top cem. A gravação passou apenas uma semana nas paradas. "Ba*Bing" também apareceu no ARIA Dance Charts, passando duas semanas entre os vinte primeiros e chegando ao número nove. O single foi lançado oficialmente em 6 de novembro de 2015.

## Vídeo musical
Apesar de "Ba*Bing" não ter sido lançado como single oficial, um videoclipe estreou na conta VEVO de Brown na segunda-feira, 8 de setembro de 2014, quase um ano após o lançamento digital. O vídeo foi incluído no single "Better Not Said", que foi lançado na Austrália em 12 de setembro de 2014.

## Faixas e formatos
Download digital
1. "Ba*Bing" – 3:40

## Desempenho nas tabelas musicas

### Tabelas semanais
| País — Tabela musical (2013)      | Melhor posição |
| --------------------------------- | -------------- |
| Austrália (ARIA)                  | 46             |
| Austrália (Artist Singles – ARIA) | 6              |
| Austrália (Dance – ARIA)          | 9              |

## Histórico de lançamento
| Região                  | Data                   | Formato          | Versão      | Gravadora                 | Ref.   |
| ----------------------- | ---------------------- | ---------------- | ----------- | ------------------------- | ------ |
| Austrália               | 13 de setembro de 2013 | Download digital | Promocional | Island Records Australia  | [ 14 ] |
| Austrália Nova Zelândia | 6 de novembro de 2015  | Download digital | Original    | Universal Music Australia | [ 2 ]  |